# Клуб беспристрастных
Клуб беспристрастных (фр. Club des impartiaux) — французский политический клуб времён Великой французской революции; был основан лицами из привилегированных сословий, сторонников монархии, склонявшихся к новым идеям.
Клуб собирался в парижском монастыре августинцев, затем по адресу: дом 8, рю де-ля-Мишодье́р (rue de la Michodière). Под председательством Малуэ клуб сильно хлопотал о том, чтобы добиться влияния в народе.
Клуб просуществовал недолго, равно как издававшийся им «Journal des impartiaux»; перестал существовать вместе с Национальным собранием (1789—1791). Члены этого собрания звались беспристрастными, даже не участвуя более в Клубе.